# Feed the Beast (série télévisée)
Pour l'album du groupe Bonded By Blood, voir Feed the Beast.
Feed the Beast est une série dramatique américaine en dix épisodes de 42 minutes, adaptée par Clyde Phillip de la série danoise Bankerot de Kim Fupz Aakeso, diffusée entre le 5 juin 2016 et le 2 août 2016 sur AMC.
La série est disponible en Belgique, France et Suisse depuis le 14 avril 2017 sur Netflix. Elle reste inédite au Québec.

## Synopsis
Tommy et Dion, deux amis, ouvrent à New York le restaurant dont ils rêvent depuis des années. Mais Dion a de nombreux problèmes avec la pègre et la loi.

## Distribution

### Acteurs principaux
- David Schwimmer (VF : William Coryn) : Thomas « Tommy » Moran
- Jim Sturgess (VFB : Alexandre Crépet) : Dion Patras
- Lorenza Izzo (VFB : Célia Torrens) : Pilar Herrera
- Michael Gladis (VFB : Jean-François Rossion) : Patrick « The Tooth Fairy » Woichik
- John Doman (VFB : Michel de Warzée) : Aidan Moran, père de Tommy
- Christine Adams (VFB : Karin Clercq) : Rie Moran, ex-femme de Tommy
- Elijah Jacob (VFB : Thomas Denuit) : Thomas « TJ » Moran Jr., fils de Tommy et Rie

### Acteurs récurrents
- Michael Rispoli (VFB : Daniel Nicodème) : Guy Giordano
- Erin Cummings (VFB : Sophie Landresse) : Marisa Gallo
- Jacob Ming-Trent (VFB : Claudio Dos Santos) : Mose
- Ella Rae Peck (VFB : Audrey Devos) : Anna Davis
- David Patrick Kelly (VFB : Peppino Capotondi) : Ziggy Woichik
- Demosthenes Chrysan (VFB : Jean-Michel Vovk) : Oncle Stavros
- Joel Marsh Garland (VFB : Martin Spinhayer) : Fiasco
- Mousa Kraish (en) (VFB : Alain Eloy) : Habib
- Jenn Colella (en) (VFB : Colette Sodoyez) : Val
- Geoffrey Cantor (en) (VFB : Patrick Donnay) : Christian
- Tricia Paoluccio (VFB : Dorothée Schoonooghe) : Gloria
- April Hernandez-Castillo (VFB : Ethel Houbiers) : Bianca
- Fredric Lehne (VFB : Laurent Van Wetter) : Kevin Mahoney
- Kathryn Kates (VFB : Nathalie Hons) : Ruth Cline

## Production
Le 25 juin 2015, AMC commande dix épisodes, sans passer par un pilote, de l'adaptation de la série danoise Bankerot sous le titre Broke.
Le 8 janvier 2016, il est annoncé que la série débute sa production en février sous son titre actuel, pour une diffusion en mai 2016.
Le 2 septembre 2016, la série est annulée.

## Épisodes
Cette saison est composée de dix épisodes.
1. Un goût de liberté (Light)
2. Le père de l'année (Father of the Year)
3. Va te faire foutre, Randy (Screw You, Randy)
4. Sauce secrète (Secret Sauce)
5. Le T (Gimme a T)
6. Far West (The Wild West)
7. Table rase (Tabula Rasa)
8. Moment de vérité (In Lies the Truth)
9. Paternité (Be My Baby)
10. L'incendie (Fire)